# Marcelo Espina
Marcelo Fabián Espina Barrano (Buenos Aires, 28 de abril de 1967) é um treinador de futebol e ex-futebolista argentino.

## Carreira
Espina integrou a Seleção Argentina de Futebol na Copa América de 1995.

## Títulos
Platense
- Liguilla Pre-Libertadores: 1988

Colo-Colo
- Campeonato Chileno
  - Campeonato Nacional: 1996 e 1998
  - Clausura: 1997 e 2002